# Alhagi kirghisorum
Alhagi kirghisorum är en ärtväxtart som beskrevs av Alexander Gustav von Schrenk. Alhagi kirghisorum ingår i släktet Alhagi och familjen ärtväxter. Inga underarter finns listade i Catalogue of Life.